# Betanzos
Betanzos és un municipi de la província de la Corunya a Galícia. Pertany a la comarca de Betanzos. Limita al nord amb la Ria de Betanzos i Bergondo, a l'est amb Paderne i Coirós, al sud amb Oza dos Ríos i a l'oest amb Abegondo.
| 8.948 | 8.910 | 10.827 | 11.383 | 12.990 |
| Fonts: INE i IGE (Els criteris de registre censal variaren i les dades de l'INE i de l'IGE poden no coincidir.) |       |        |        |        |

## Parròquies
Betanzos | Brabío (San Martiño) | Piadela (Santo Estevo) | Pontellas (Santa María) | Requián (Santiago) | San Pedro das Viñas (San Pedro) | Tiobre (San Martiño)

## Història
La primera esmena de la ciutat és a la Geografia de Ptolemeu, amb el nom de Flavium Brigantium, si bé avui la part de la historiografia situa la ciutat a La Corunya. Les últimes investigacions arqueològiques atribuïxen el concepte de Flavium Brigantium a l'àrea de Bergantiños (Carballo-Laracha), La Corunya es denomina en època romana Caronium o Caranico, i Betanzos procedeix del nom de la tribu que habitava As Mariñas, anomenats Bedios, per tant, Betanzos procedeix de Bedty-Untzia, o castro principal dels Bedios. No obstant això l'assentament principal romà de les Mariñas se situava a Miño (Flavia Lambris). Per tant, la capital romana de les Mariñas seria Miño (Flavia Lambris) i la capital autòctona-castrexa de les Mariñas seria Bedty-Untzia o Castro Untzia dels Bedios.
Després d'un llarg període del que pràcticament manquem d'informació històrica, en 1219 la població es trasllada de la seva antiga ubicació (Sant Martiño de Tiobre, conegut com a "Betanzos O Vello") a la seva localització actual, sobre l'antic castro d'Untia. El 1465 Enric IV concedí a la població el títol de ciutat, i en 1467 li permet la celebració d'una fira franca anual. Anys més tard, en la seva reorganització territorial d'Espanya, els Reis Catòlics designen Betanzos capital de província, en el que fou l'època de major esplendor de la ciutat.
No obstant això, una sèrie de "incendis generals" i dolentes collites suposen l'inici d'una decadència que es veuria agreujada, en 1834, amb la nova divisió administrativa de Javier de Burgos, que integra l'antiga província de Betanzos en la de La Corunya. Revitalitzada amb l'arribada del ferrocarril a principis del segle xx, en l'actualitat la ciutat continua sent un important nucli turístic, comercial i administratiu. Des de 1970 el seu nucli antic està declarat Conjunt Històric-Artístic.

## Festes tradicionals i esdeveniments singulars
- Segon cap de setmana de juliol: Fira Franca Medieval.
- 16 d'agost: Festes de Sant Roc, patró de la vila, que s'inicien amb el tradicional enlairament d'un gran globus de paper.
- 18 i 25 d'agost: Romaría dos Caneiros. Tradicional aplec fluvial al riu Mandeo al lloc d'Os Caneiros, en l'àmbit de les festes de Sant Roc.
- Concurs Bienal de Balconades (gallec: Concurso Bienal de Balconadas), al setembre cada dos anys.

## Persones il·lustres
- Juan Díez de Betanzos y Araos, conqueridor (1510-1576)
- Antolín Faraldo Asorey (1823-1853), escriptor i periodista
- Germans García Naveira: Juan (1849-1933) i Jesús (1853-1912), fills predilectes i benefactors de la vila
- José Manuel Romay Beccaría (1934), polític i jurista, exministre de Sanitat i Consum
- Antolín Sánchez Presedo (1955), polític i eurodiputat
- Francisco Buyo Sánchez (1958), futbolista

## Galeria d'imatges

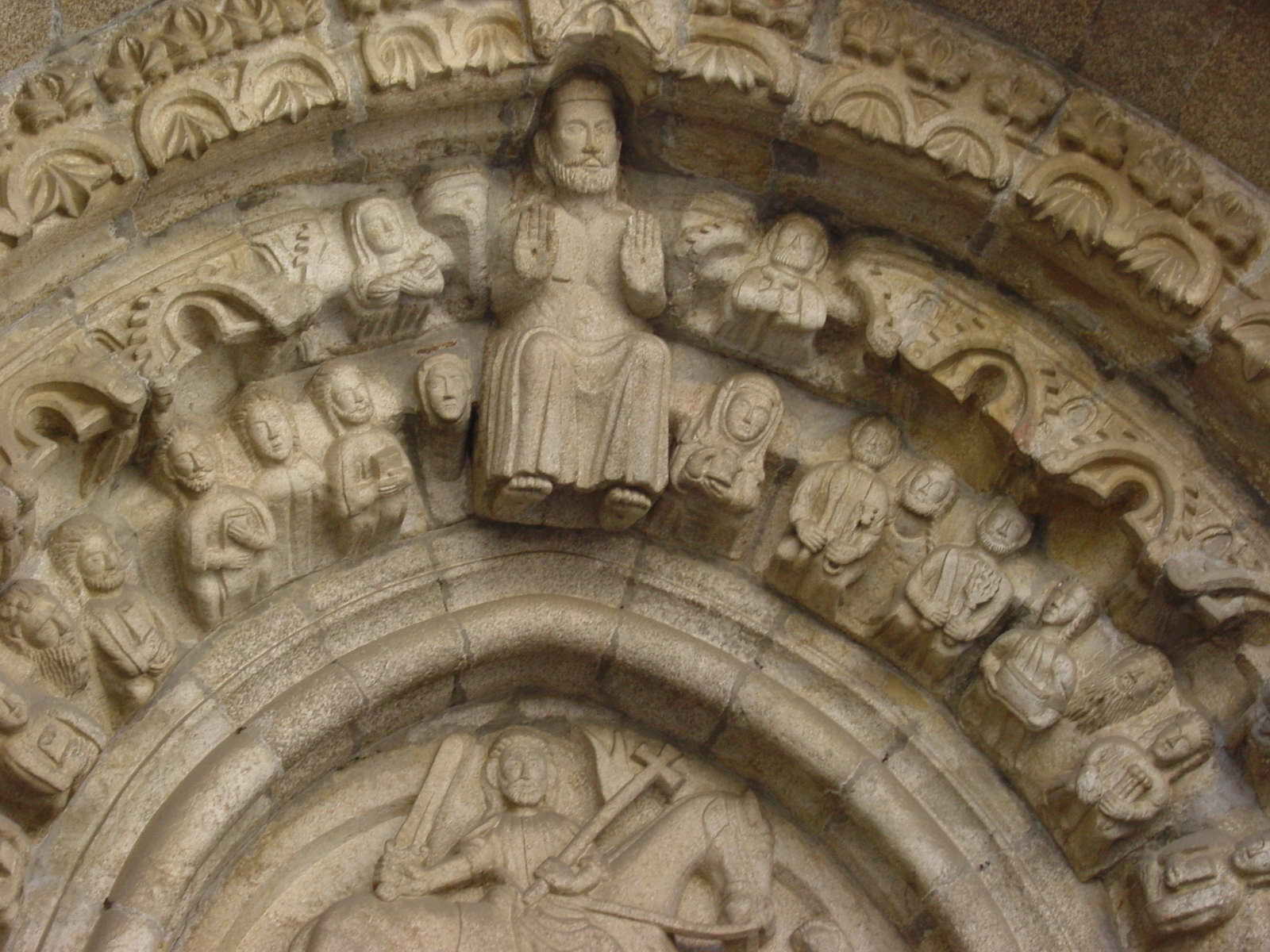
Església de Santiago
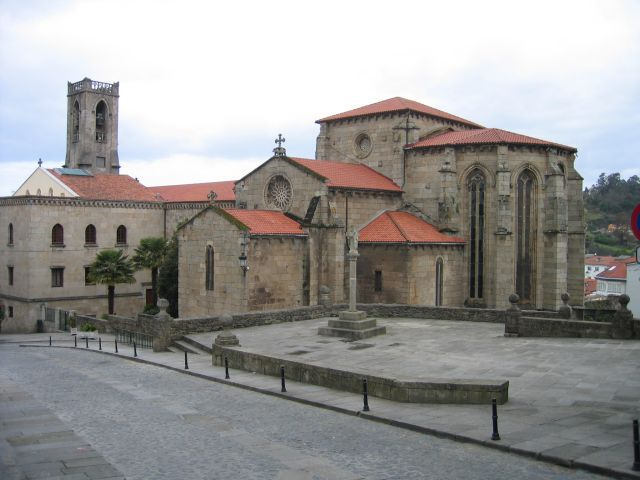
Església de San Francisco
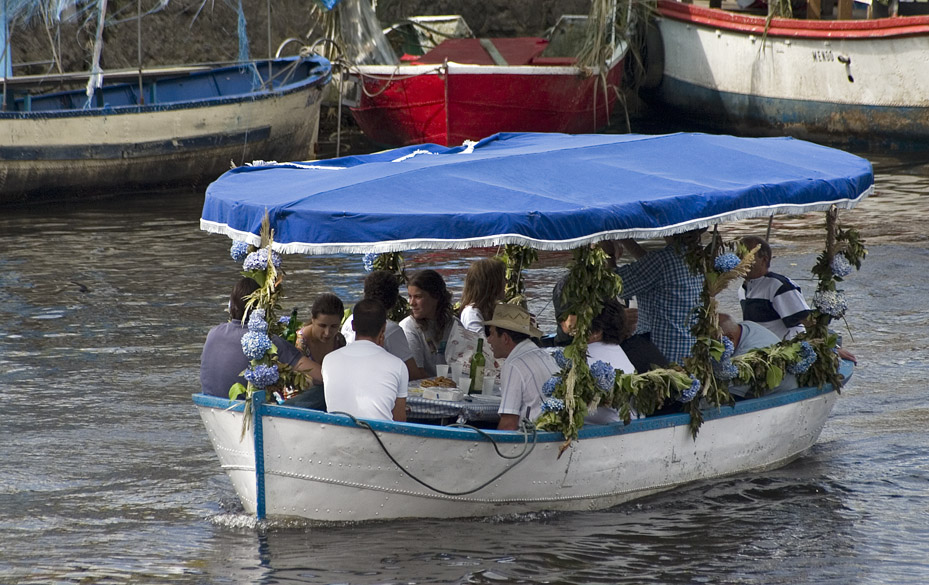
Barca a la Romaría dos Caneiros
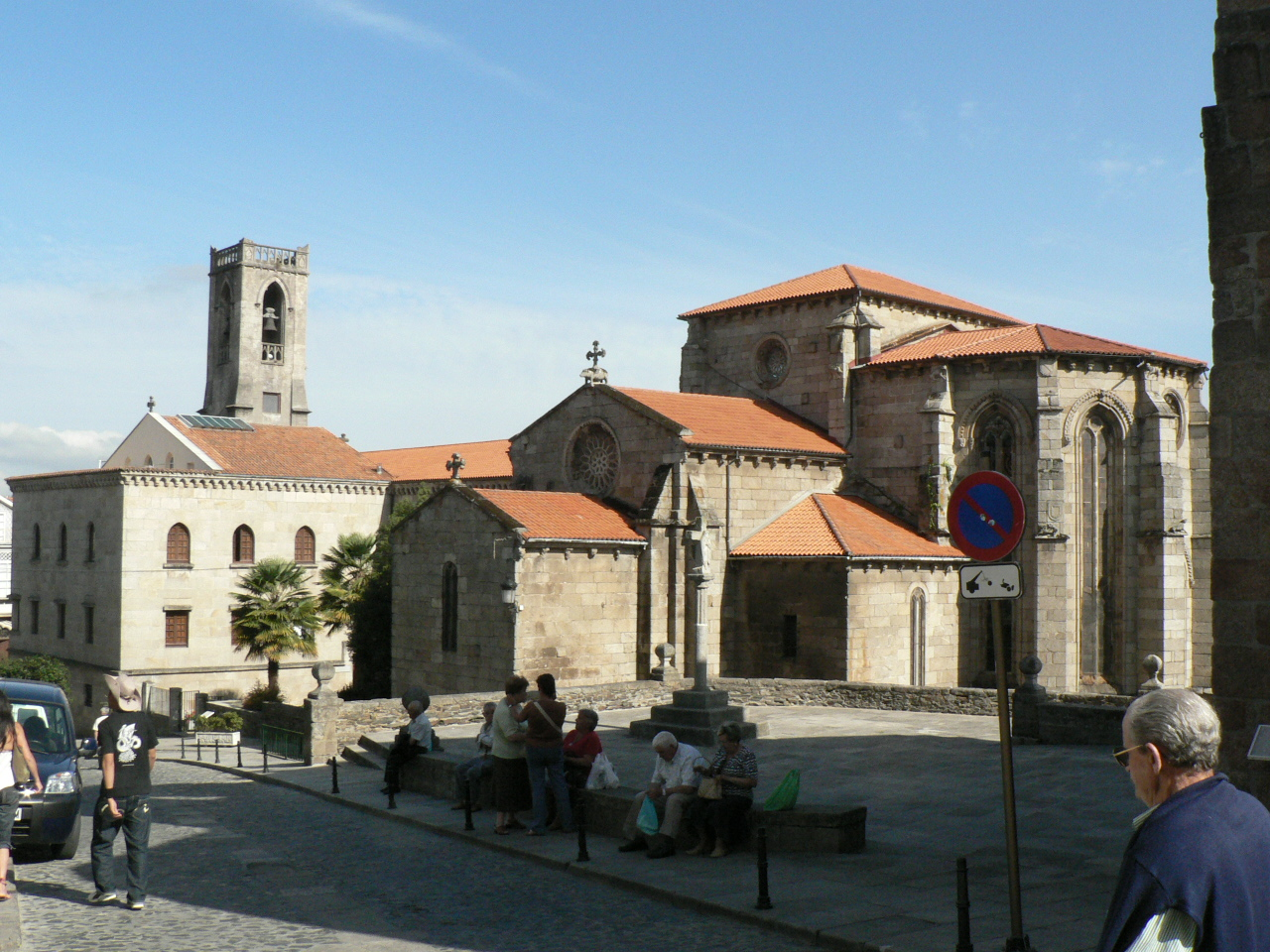
San Francisco
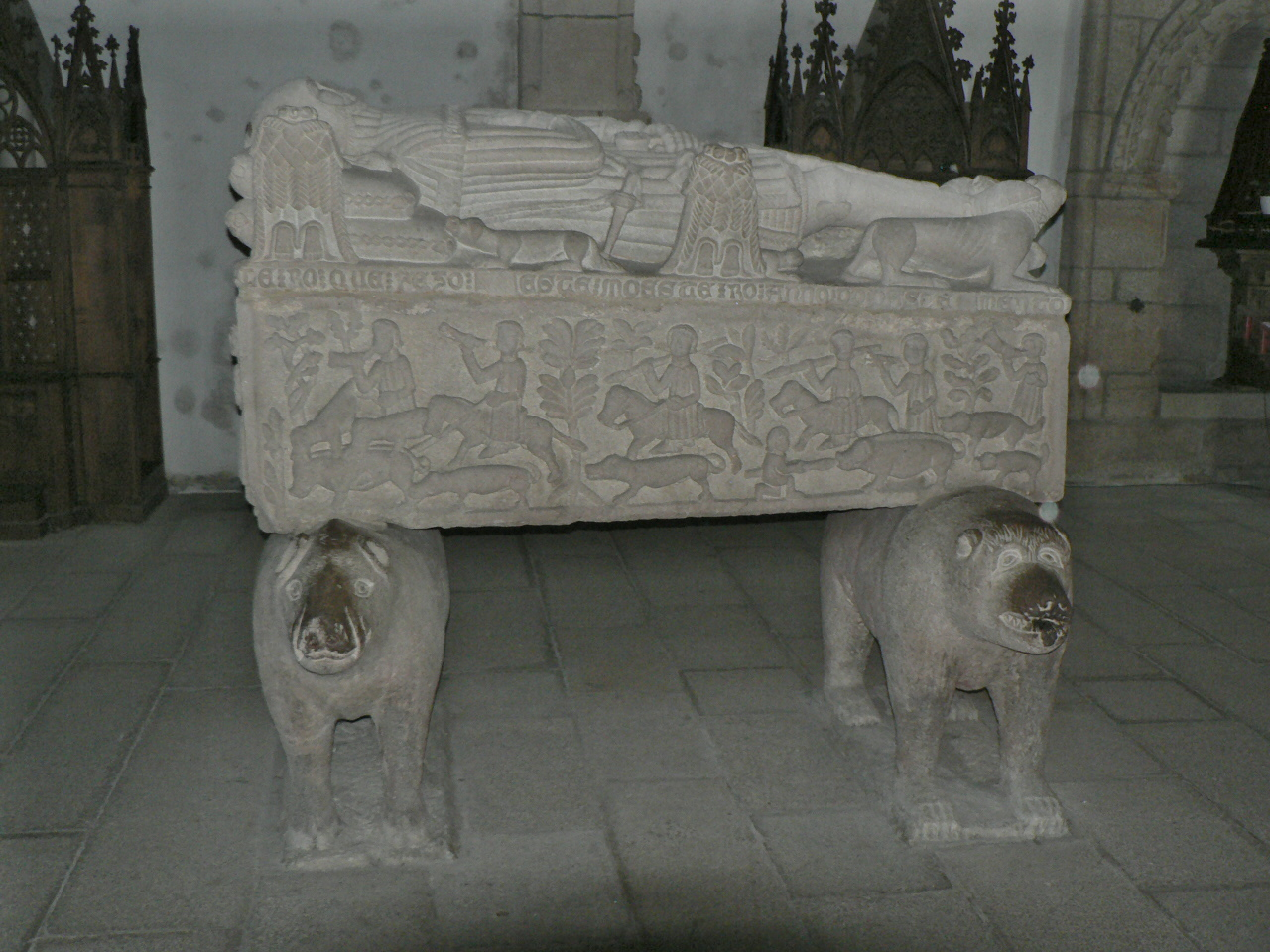
San Francisco. Al sarcòfag s'hi pot llegir: "AQUÍ: IAZ: FERNAN: PEREZ: DANDRADE: CAVALEIRO: QUE: FEZO ESTE MOESTEIRO"
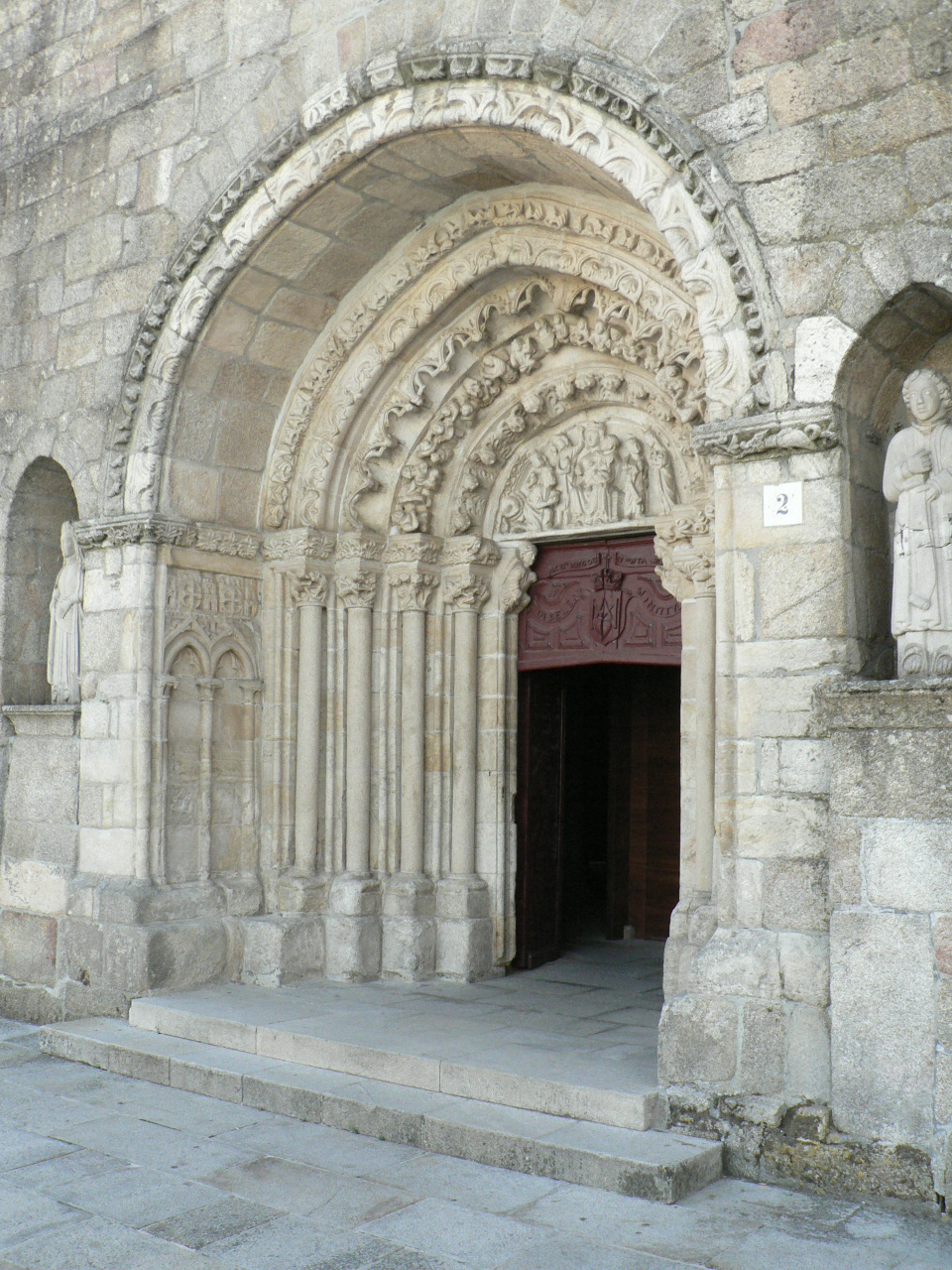
Santa María do Azougue
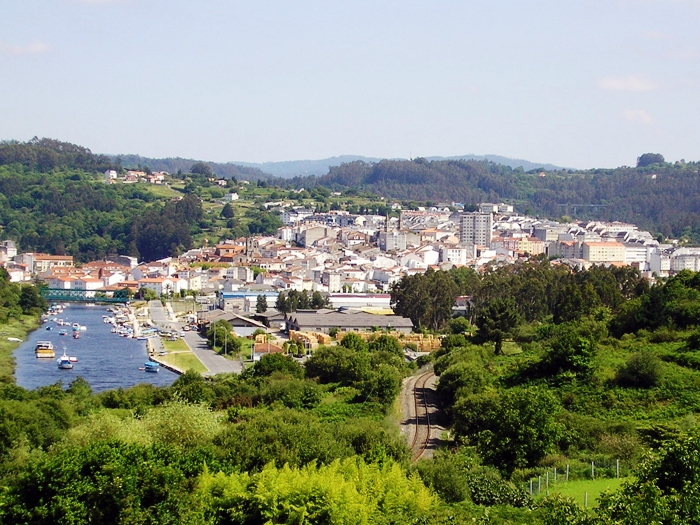
Vista general de Betanzos